# 渭南广播电视台
渭南广播电视台，是中华人民共和国陕西省渭南市的一家广播电视播出机构。1988年9月成立，1990年正式开播。2001年渭南电视台与渭南有线电视台合并。

## 旗下资产

### 电视频道
| 頻道名稱 | 语言   | 广播格式                    | 啟播時間 | 频道前身       | 備註 | 備註 |
| 综合频道 | 普通話 | SD: PAL 576i 16:9 HD：1080i |          | 渭南电视台     | 渭南市第一個无线電視頻道，以新聞、時事、專題類節目為主的综合性电视频道                                   |      |
| 公共频道 | 普通話 | SD: PAL 576i 16:9 HD：1080i |          | 渭南有线电视台 | 渭南市第一個有线電視頻道，以生活服务节目和渭南市下辖各县（市、区）之自制电视節目為主的政策性综合電視頻道 |      |

### 广播频率
| 頻道名稱 | 语言   | 频道频率 | 啟播時間       | 频道前身         | 備註                                                                     |
| 综合广播 | 普通話 | FM102.6  |                | 渭南人民广播电台 | 渭南市第一个广播频率，以新聞、時事、專題、公益、監督類節目為主的綜合頻率 |
| 音乐广播 | 普通話 | FM101.3  | 2013年         |                  | 主要提供文化娛樂新聞、文學、音樂、娛樂節目的頻率                         |
| 交通广播 | 普通話 | FM90.9   | 1998年12月28日 |                  | 主要為駕車人士服務的頻率，提供路況播報、生活資訊節目                     |